# Tredje chansen
Tredje chansen var en Internetbaserad Melodifestivalstävling som Sveriges Television arrangerade under Melodifestivalen 2012. Tävlingen gick ut på att tittarna skulle få rösta fram det bästa bidraget bland de bidrag som under åren 2002-2011 ej lyckats ta sig till finalen i Globen. I samband med 2012 års fyra deltävlingar, Andra chansen och finalen pågick denna tävling parallellt. 
Vinnarbidraget blev My Heart Is Refusing Me, framförd av Loreen från 2011. Loreen vann även Melodifestivalen 2012 med bidraget Euphoria.

## Om Tredje chansen
Det var Sveriges Televisions Melodifestivalredaktion som valde ut de totalt 32 tävlande bidragen (av totalt 240 stycken). Dessa 32 spreds ut över fyra deltävlingar med åtta bidrag per deltävling. Därefter fick tittarna rösta, precis som i ordinarie tävling, fram två bidrag till Tredje chansens final och två bidrag till Tredje chansens sista chans. Totalt gick tio bidrag till finalen. Bidragen tävlade endast om äran.

### Deltävlingarna
Under festivalveckornas måndagar presenterade SVT åtta bidrag till nästkommande startfält. Därefter var röstningen igång på Melodifestivalens hemsida fram till varje söndag kväll kl. 20.00. Då avlästes resultatet och de två bidragen med flest röster gick till Tredje chansens final och de två bidragen med tredje och fjärde flest röster gick till Tredje chansens Sista chans. Övriga bidrag i respektive startfält blev eliminerade. Till skillnad mot ordinarie Melodifestivaltävlingen redovisades antalet röster per bidrag offentligt under hela röstningsprocessen samt efter att resultatet lästs av på söndagskvällarna.
Varje vecka framfördes också ett av bidragen i respektive startfält av en helt annan artist och i en helt annan tappning. Detta skedde som ett pausnummer i ordinarie tävlings deltävling.

#### Deltävling 1
Deltävlingen arrangerades under perioden 30 januari-5 februari 2012. Bidragen presenteras i startordningen, vilket presenterades i den första deltävlingen av Melodifestivalen 2012. 

I denna deltävling valdes låten "Try Again" ut till att framföras av en annan artist (The Soundtrack Of Our Lives) och därmed i en egen framförd version.
| Nr | Artist                  | Låt                            | År   | Text (t) & Musik (m)                                           | Webb- röster | Placering | Anmärkning    |
| -- | ----------------------- | ------------------------------ | ---- | -------------------------------------------------------------- | ------------ | --------- | ------------- |
| 1  | The Attic feat. Therese | "The Arrival"                  | 2007 | Michael Feiner (tm), Eric Amarillo (tm)                        | 1001         | 7         | Utslagen      |
| 2  | Patrik Isaksson         | "Faller du så faller jag"      | 2006 | Patrik Isaksson (tm)                                           | 1463         | 5         | Utslagen      |
| 3  | Poets                   | "What Difference Does It Make" | 2002 | Thomas G:son (tm)                                              | 2087         | 3         | Sista chansen |
| 4  | Pay TV                  | "Trendy Discoteque"            | 2004 | Håkan Lidbo (tm), Ulrika Lidbo (tm)                            | 1247         | 6         | Utslagen      |
| 5  | Pain of Salvation       | "Road Salt"                    | 2010 | Daniel Gildenlöw (tm)                                          | 3492         | 1         | Till final    |
| 6  | Dilba                   | "Try Again"                    | 2011 | Niklas Pettersson (tm), Linda Sonnvik (tm)                     | 1904         | 4         | Sista chansen |
| 7  | Eskobar                 | "Hallelujah New World"         | 2008 | Daniel Bellqvist (tm), Frederik Zäll (tm), Robert Birming (tm) | 389          | 8         | Utslagen      |
| 8  | Velvet                  | "The Queen"                    | 2009 | Tony Nilsson (tm), Henrik Janson (tm)                          | 2965         | 2         | Till final    |

- Totalt antal röster: 14 548 röster.[3]

#### Deltävling 2
Deltävlingen arrangerades under perioden 6-12 februari 2012. Bidragen presenteras i startordningen, vilket presenterades under den andra deltävlingen av Melodifestivalen 2012. 

I denna deltävling valdes låten "Elektrisk" ut till att framföras av en annan artist (Håkan Lidbo feat. Branded) och därmed i en egen framförd version.
| Nr | Artist                | Låt                     | År   | Text (t) & Musik (m)                                                                                  | Webb- röster | Placering | Anmärkning    |
| -- | --------------------- | ----------------------- | ---- | --- | ------------ | --------- | ------------- |
| 1  | Verona                | "La musica"             | 2007 | Robert Rydholm (t), Johan Fjellström (tm), Joakim Udd (tm), Karl Eurén (tm)                           | 1336         | 6         | Utslagen      |
| 2  | Uno & Irma            | "God morgon"            | 2007 | Uno Svenningsson (tm), Staffan Hellstrand (tm)                                                        | 994          | 8         | Utslagen      |
| 3  | Anniela               | "Elektrisk"             | 2011 | Johan Alkenäs (tm), Tim Larsson (tm), Tobias Lundgren (tm), Johan Fransson (tm)                       | 1672         | 4         | Sista chansen |
| 4  | Magnus Carlsson       | "Live Forever"          | 2007 | Thomas Thörnholm (tm), Michael Clauss (tm), Danne Attlerud (tm)                                       | 4030         | 1         | Till final    |
| 5  | Bodies Without Organs | "Gone"                  | 2005 | Anders Hansson (tm), Mårten Sandén (tm)                                                               | 1162         | 7         | Utslagen      |
| 6  | Andrés Esteche        | "Just Like A Boomerang" | 2003 | Tobias Lundgren (tm), Johan Fransson (tm), Tim Larsson (tm), Niklas Edberger (tm)                     | 1395         | 5         | Utslagen      |
| 7  | Pauline               | "Sucker for Love"       | 2010 | Pauline Kamusewu (t), Fredrik "Fredro" Ödesjö (m), Andreas Levander (m), Johan "Jones" Wetterberg (m) | 3355         | 3         | Sista chansen |
| 8  | Ola                   | "Love in Stereo"        | 2008 | Tony Nilsson (tm), Mirja Breitholtz (tm)                                                              | 3385         | 2         | Till final    |

- Totalt antal röster: 17 329 röster.[5]

#### Deltävling 3
Deltävlingen arrangerades under perioden 13-19 februari 2012. Bidragen presenteras i startordningen, vilket meddelades under den tredje deltävlingen av Melodifestivalen 2012. 

I denna deltävling valdes låten "Silverland" ut till att framföras av en annan artist (Sirqus Alfon) och därmed i en egen framförd version.
| Nr | Artist                               | Låt                               | År   | Text (t) & Musik (m)                                                 | Webb- röster | Placering | Anmärkning    |
| -- | ------------------------------------ | --------------------------------- | ---- | -------------------------------------------------------------------- | ------------ | --------- | ------------- |
| 1  | Bosson                               | "Efharisto"                       | 2004 | Ingela "Pling" Forsman (t), Bobby Ljunggren (m), Henrik Wikström (m) | 3681         | 2         | Till final    |
| 2  | Anna Sahlene & Maria Haukaas Storeng | "Killing Me Tenderly"             | 2009 | Amir Aly (tm), Henrik Wikström (tm), Tobbe Petterssen (tm)           | 914          | 6         | Utslagen      |
| 3  | Roger Pontare                        | "Silverland"                      | 2006 | Thomas G:son (tm), Marcos Ubeda (tm)                                 | 1888         | 5         | Utslagen      |
| 4  | Lasse Lindh                          | "Du behöver aldrig mer vara rädd" | 2008 | Lasse Lindh (tm)                                                     | 766          | 7         | Utslagen      |
| 5  | Christian Walz                       | "Like Suicide"                    | 2011 | Fernando Fuentes (tm), Henrik Janson (tm), Tony Nilsson (tm)         | 2219         | 4         | Sista chansen |
| 6  | Kalle Moraeus & Orsa spelmän         | "Underbart"                       | 2010 | Lina Eriksson (t), Johan Moraeus (m)                                 | 2511         | 3         | Sista chansen |
| 7  | Maarja                               | "He Is Always On My Mind"         | 2003 | Mattias Reimer (tm), Lars Edvall (tm)                                | 235          | 8         | Utslagen      |
| 8  | Loreen                               | "My Heart is Refusing Me"         | 2011 | Moh Denebi (tm), Björn Djupström (tm), Lorén Talhaoui (Loreen) (tm)  | 7281         | 1         | Till final    |

- Totalt antal röster: 19 495 röster.[8]

#### Deltävling 4
Deltävlingen arrangerades under perioden 20-26 februari 2012. Bidragen presenteras i startordningen, vilket meddelades under den fjärde deltävlingen av Melodifestivalen 2012.

I denna deltävling valdes låten "The Hunter" ut till att framföras av en annan artist (Stenhammarkvartetten & Sarah Dawn Finer) och därmed i en egen framförd version.
| Nr | Artist              | Låt                            | År   | Text (t) & Musik (m) | Webb- röster | Placering | Anmärkning    |
| -- | ------------------- | ------------------------------ | ---- | --- | ------------ | --------- | ------------- |
| 1  | Love Generation     | "Dance Alone"                  | 2011 | Redone (Nadir Khayat) (tm), Bilal "The Chef" (tm), Teddy Sky (tm), AJ Junior (tm), Jimmy Thörnfeldt (tm), BeatGeek (tm) | 4239         | 1         | Till final    |
| 2  | Josefin Nilsson     | "Med hjärtats egna ord"        | 2005 | Jonas Isaksson (tm), Tommy Lydell (tm), Lotta Ahlin (tm)                                                                | 360          | 7         | Utslagen      |
| 3  | Magnus Uggla        | "För kung och fosterland"      | 2007 | Magnus Uggla (tm), Anders Henriksson (tm)                                                                               | 1805         | 5         | Utslagen      |
| 4  | Melody Club         | "The Hunter"                   | 2011 | Kristofer Östergren (tm), Erik Stenemo (tm), Jon Axelsson (tm), Nicklas Stenemo (tm)                                    | 2010         | 3         | Sista chansen |
| 5  | Johnson & Häggkvist | "One Love"                     | 2008 | Carola Häggkvist (tm), Andreas Johnson (tm), Peter Kvint (tm)                                                           | 1975         | 4         | Sista chansen |
| 6  | Autolove            | "Bulletproof Heart"            | 2004 | Peder Ernerot (tm), Gustave Lund (tm)                                                                                   | 487          | 6         | Utslagen      |
| 7  | Anna Maria Espinosa | "Innan alla ljusen brunnit ut" | 2010 | Danne Attlerud (t), Stefan Woody (m)                                                                                    | 328          | 8         | Utslagen      |
| 8  | Lili & Susie        | "Show Me Heaven"               | 2009 | Nestor Geli (t), Susie Päivärinta (tm), Calle Kindbom (tm), Thomas G:son (tm), Pär Lönn (m)                             | 2447         | 2         | Till final    |

- Totalt antal röster: 13 660 röster.[11]

### Sista chansen
Arrangerades under perioden 27 februari-4 mars 2012. Till skillnad mot riktiga Andra chansen arrangerades inga dueller. Istället var Tredje chansens "Sista chans" endast ett uppsamlingsheat där fyra treor och fyra fyror tävlade om de två sista platserna i Tredje chansens final. Precis som tidigare avgjordes det hela genom webbröstning.

Under själva Andra chansen blev inget av Sista chansens bidrag utvalda att framföras som ett pausnummer.
| Nr | Artist                       | Låt                            | År   | Text (t) & Musik (m)                                                                                  | Webb- röster | Placering | Anmärkning | Deltävling |
| -- | ---------------------------- | ------------------------------ | ---- | --- | ------------ | --------- | ---------- | ---------- |
| 1  | Dilba                        | "Try Again"                    | 2011 | Niklas Pettersson (tm), Linda Sonnvik (tm)                                                            | 834          | 6         | Utslagen   | 1          |
| 2  | Poets                        | "What Difference Does It Make" | 2002 | Thomas G:son (tm)                                                                                     | 496          | 8         | Utslagen   | 1          |
| 3  | Anniela                      | "Elektrisk"                    | 2011 | Johan Alkenäs (tm), Tim Larsson (tm), Tobias Lundgren (tm), Johan Fransson (tm)                       | 725          | 7         | Utslagen   | 2          |
| 4  | Pauline                      | "Sucker For Love"              | 2010 | Pauline Kamusewu (t), Fredrik "Fredro" Ödesjö (m), Andreas Levander (m), Johan "Jones" Wetterberg (m) | 1530         | 2         | Till final | 2          |
| 5  | Christian Walz               | "Like Suicide"                 | 2011 | Fernando Fuentes (tm), Henrik Janson (tm), Tony Nilsson (tm)                                          | 1205         | 4         | Utslagen   | 3          |
| 6  | Kalle Moraeus & Orsa spelmän | "Underbart"                    | 2010 | Lina Eriksson (t), Johan Moraeus (m)                                                                  | 1335         | 3         | Utslagen   | 3          |
| 7  | Johnson & Häggkvist          | "One Love"                     | 2008 | Carola Häggkvist (tm), Andreas Johnson (tm), Peter Kvint (tm)                                         | 868          | 5         | Utslagen   | 4          |
| 8  | Melody Club                  | "The Hunter"                   | 2011 | Kristofer Östergren (tm), Erik Stenemo (tm), Jon Axelsson (tm), Nicklas Stenemo (tm)                  | 1545         | 1         | Till final | 4          |

- Totalt antal röster: 8 538 röster.[13]

### Tredje chansens final
Arrangerades under perioden 5-11 mars 2012. Nedan listas bidragen i tävlingsordning.
 SVT gjorde aldrig en startordning för denna final.
| Nr | Artist            | Låt                       | År   | Upphovsmän | Deltävl. |
| -- | ----------------- | ------------------------- | ---- | --- | -------- |
| 1  | Pain of Salvation | "Road Salt"               | 2010 | Daniel Gildenlöw (tm)                                                                                                   | 1        |
| 2  | Velvet            | "The Queen"               | 2009 | Tony Nilsson (tm), Henrik Janson (tm)                                                                                   | 1        |
| 3  | Magnus Carlsson   | "Live Forever"            | 2007 | Thomas Thörnholm (tm), Michael Clauss (tm), Danne Attlerud (tm)                                                         | 2        |
| 4  | Ola               | "Love in Stereo"          | 2008 | Tony Nilsson (tm), Mirja Breitholtz (tm)                                                                                | 2        |
| 5  | Loreen            | "My Heart is Refusing Me" | 2011 | Moh Denebi (tm), Björn Djupström (tm), Lorén Talhaoui (Loreen) (tm)                                                     | 3        |
| 6  | Bosson            | "Efharisto"               | 2004 | Ingela "Pling" Forsman (t), Bobby Ljunggren (m), Henrik Wikström (m)                                                    | 3        |
| 7  | Love Generation   | "Dance Alone"             | 2011 | Redone (Nadir Khayat) (tm), Bilal "The Chef" (tm), Teddy Sky (tm), AJ Junior (tm), Jimmy Thörnfeldt (tm), BeatGeek (tm) | 4        |
| 8  | Lili & Susie      | "Show Me Heaven"          | 2009 | Nestor Geli (t), Susie Päivärinta (tm), Calle Kindbom (tm), Thomas G:son (tm), Pär Lönn (m)                             | 4        |
| 9  | Melody Club       | "The Hunter"              | 2011 | Kristofer Östergren (tm), Erik Stenemo (tm), Jon Axelsson (tm), Nicklas Stenemo (tm)                                    | SC (4)   |
| 10 | Pauline           | "Sucker For Love"         | 2010 | Pauline Kamusewu (t), Fredrik "Fredro" Ödesjö (m), Andreas Levander (m), Johan "Jones" Wetterberg (m                    | SC (2)   |

### Poäng och placeringar
Nedan redovisas webbröster placeringar för Tredje chansens final. 
| Nr | Låt                       | Webb- röster | Plac. |
| -- | ------------------------- | ------------ | ----- |
| 1  | "Road Salt"               | 7959         | 2     |
| 2  | "The Queen"               | 985          | 8     |
| 3  | "Live Forever"            | 2121         | 3     |
| 4  | "Love in Stereo"          | 773          | 10    |
| 5  | "My Heart is Refusing Me" | 9416         | 1     |
| 6  | "Efharisto"               | 1730         | 4     |
| 7  | "Dance Alone"             | 1278         | 5     |
| 8  | "Show Me Heaven"          | 778          | 9     |
| 9  | "The Hunter"              | 1109         | 6     |
| 10 | "Sucker For Love"         | 1092         | 7     |

- Totalt antal röster:  27 241 röster.[14]